# Imma Turbau
Imma Turbau (Girona, 1974), és una escriptora i gestora cultural catalana. Ha treballat a diversos mitjans de comunicació i ha estat gestora cultural i responsable de marketing de la Fnac de 1996 a 2006. La feina la va dur arreu de la península Ibèrica, expatriada a Lisboa del 1999 al 2004 s'encarregà de l'expansió de la Fnac i l'implantació de la marca i l'acció cultural a Itàlia, Brasil i Portugal. El 2006 va entrar a treballar a la Casa d'Amèrica a Madrid, d'on entre 2009 i 2012 fou la directora general.
Una de les seves novel·les, El joc del penjat va ser duta al cinema per Manuel Gómez Pereira.

## Publicacions
- 2005 - El joc del penjat (Editorial Mondadori). Aquesta novel·la ha sigut traduïda a diverses llengües i va ser portada al cinema pel director Manuel Gómez Pereira.[4]
- 2012 - ¿Por dónde empiezo? (Ed Ariel). Guía Práctica para programar, financiar y comunicar eventos culturales (No Ficció- Gestió Cultural en castellà)
- 2017- El rostro del tiempo (Navona Editorial). Novel·la.